# Tipula (Lunatipula) cinereicolor
Tipula (Lunatipula) cinereicolor is een tweevleugelige uit de familie langpootmuggen (Tipulidae). De soort komt voor in het Palearctisch gebied.